# Bacia do Cuvelai-Etosha

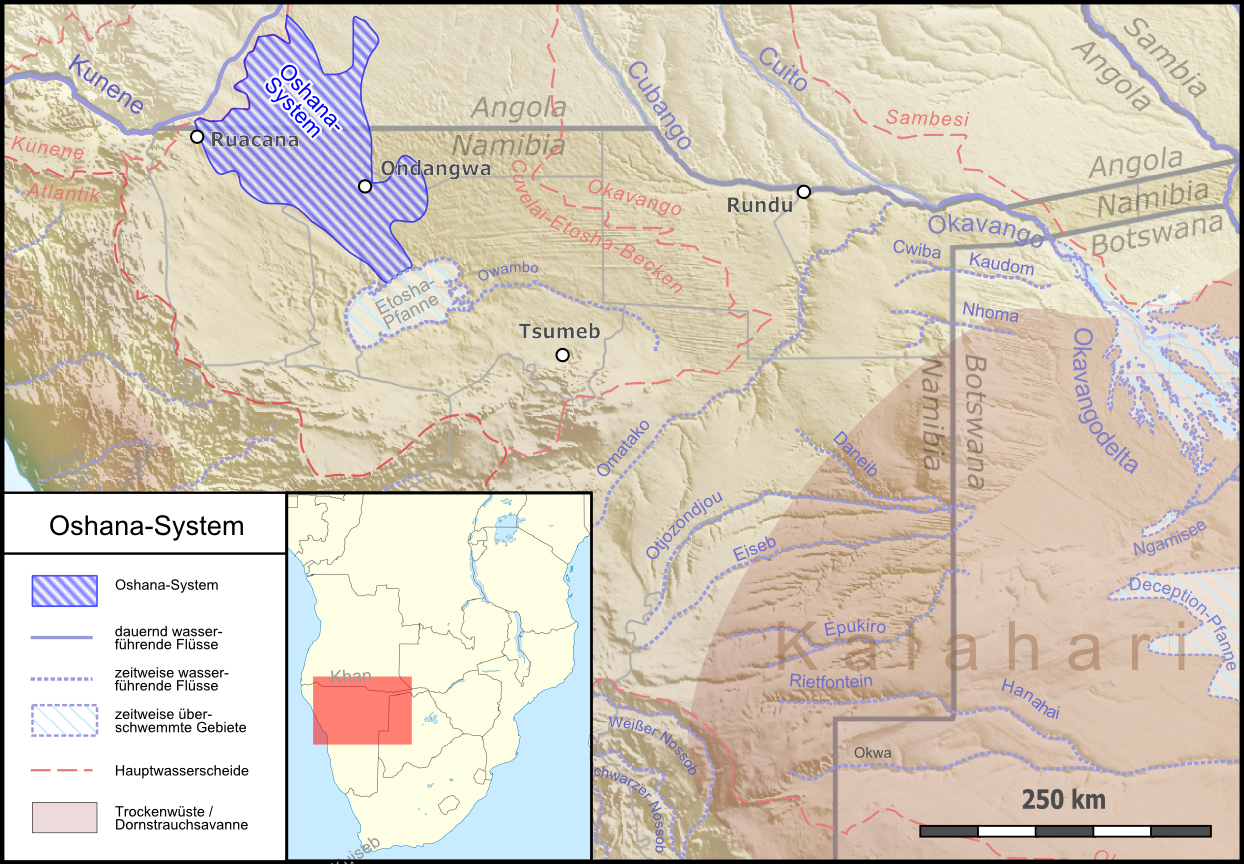
Mapa dos canais de drenagem oshana (cor azul), ligando o rio Cunene até o salar de Etoxa. A bacia do Cuvelai-Etosha está delineada em vermelho.

A bacia do Cuvelai-Etosha ou bacia salina de Etoxa é uma bacia endorreica e uma zona húmida transfronteiriça partilhada por Angola e Namíbia que se estende por 450 quilómetros de norte a sul. Cobrindo quase 160.000 km², possui divisória de águas a oeste com bacia do rio Cunene e a leste com a bacia do Calaári.
A bacia é constituída por centenas de canais de drenagem, conhecidos como iishana (singular oshana), que fluem de norte a sul desde as terras altas do sul de Angola até o salar de Etoxa, na Namíbia. Muitos desses canais estão secos durante a maior parte do ano, mas são propensos a grandes inundações durante a estação chuvosa devido ao terreno ser extremamente plano. A maior parte da bacia situa-se entre 1.100 e 1.200 metros acima do nível do mar, com pouca mudança de altitude.
Seu mais importante curso de água é o rio Cuvelai. A bacia está ainda dividida em quatro grandes sub-bacias, nomeadamente dos rios Etaka (um canal distributário de ligação com a bacia do rio Cunene), Cuvelai (principal sub-bacia), Nipelo (ou Cubati) e Omurambo Ovambo (única inteiramente na Namíbia).
Há uma estimativa de 1,2 milhões de pessoas vivendo nas áreas da bacia, cerca de 70% na Namíbia e 30% em Angola. Na Namíbia, a bacia cobre cerca de 5% do país, mas suporta quase 40% da população nacional. A bacia é tradicionalmente dominada pelos povos ovambos, e por isso é muitas vezes referida como a "bacia dos ovambos".